# Éléonore d'Este (1537-1581)
Pour les articles homonymes, voir Éléonore d'Este.
Éléonore d'Este (19 juin 1537, Ferrare - 19 février 1581) est une aristocrate italienne.

## Biographie
Éléonore est la quatrième fille d'Hercule II d'Este, duc de Ferrare, et de Renée de France, seconde fille de Louis XII de France et d'Anne de Bretagne. Ses grands-parents paternels sont Alphonse Ier d'Este et Lucrèce Borgia. Elle est la sœur cadette d'Anne d'Este, duchesse de Guise et de Nemours, d'Alphonse II d'Este, duc de Ferrare, et de Lucrèce d'Este, duchesse d'Urbino, et la sœur aînée du cardinal Luigi d'Este. Avec ses sœurs, elle reçoit une excellente éducation sous la supervision de leur mère .
Elle et sa sœur Lucrèce sont les dédicataires du poème du Tasse O figlie di Renata. Au début du XVIIe siècle était souvent évoqué l'amour que le Tasse aurait ressenti pour la princesse mais cette hypothèse semble aujourd'hui infondée . Elles sont également les dédicataires des madrigaux du compositeur Giulio Fiesco.
Éléonore meurt sans s'être mariée ou avoir eu d'enfants le 19 février 1581  et est inhumée au monastère Corpus Domini de Ferrare.